# Middlebury (Indiana)
Middlebury es un pueblo ubicado en el condado de Elkhart en el estado estadounidense de Indiana. En el Censo de 2010 tenía una población de 3420 habitantes y una densidad poblacional de 349,61 personas por km².

## Geografía
Middlebury se encuentra ubicado en las coordenadas 41°40′13″N 85°42′32″O / 41.67028, -85.70889. Según la Oficina del Censo de los Estados Unidos, Middlebury tiene una superficie total de 9.78 km², de la cual 9.73 km² corresponden a tierra firme y (0.58%) 0.06 km² es agua.

## Demografía
Según el censo de 2010, había 3420 personas residiendo en Middlebury. La densidad de población era de 349,61 hab./km². De los 3420 habitantes, Middlebury estaba compuesto por el 95.61% blancos, el 0.56% eran afroamericanos, el 0.09% eran amerindios, el 1.17% eran asiáticos, el 0% eran isleños del Pacífico, el 1.11% eran de otras razas y el 1.46% pertenecían a dos o más razas. Del total de la población el 3.22% eran hispanos o latinos de cualquier raza.